# Manoir de Quénétain
Le manoir de Quénétain est un édifice de la commune de Saint-Uniac, dans le département d’Ille-et-Vilaine en région Bretagne.

## Localisation
Il se trouve à l'ouest du département et au sud-ouest du bourg de Saint-Uniac et à l’est de Boisgervilly.

## Historique
Le manoir date de 1641.
Il est inscrit au titre des monuments historiques depuis le 26 septembre 2005.

## Architecture

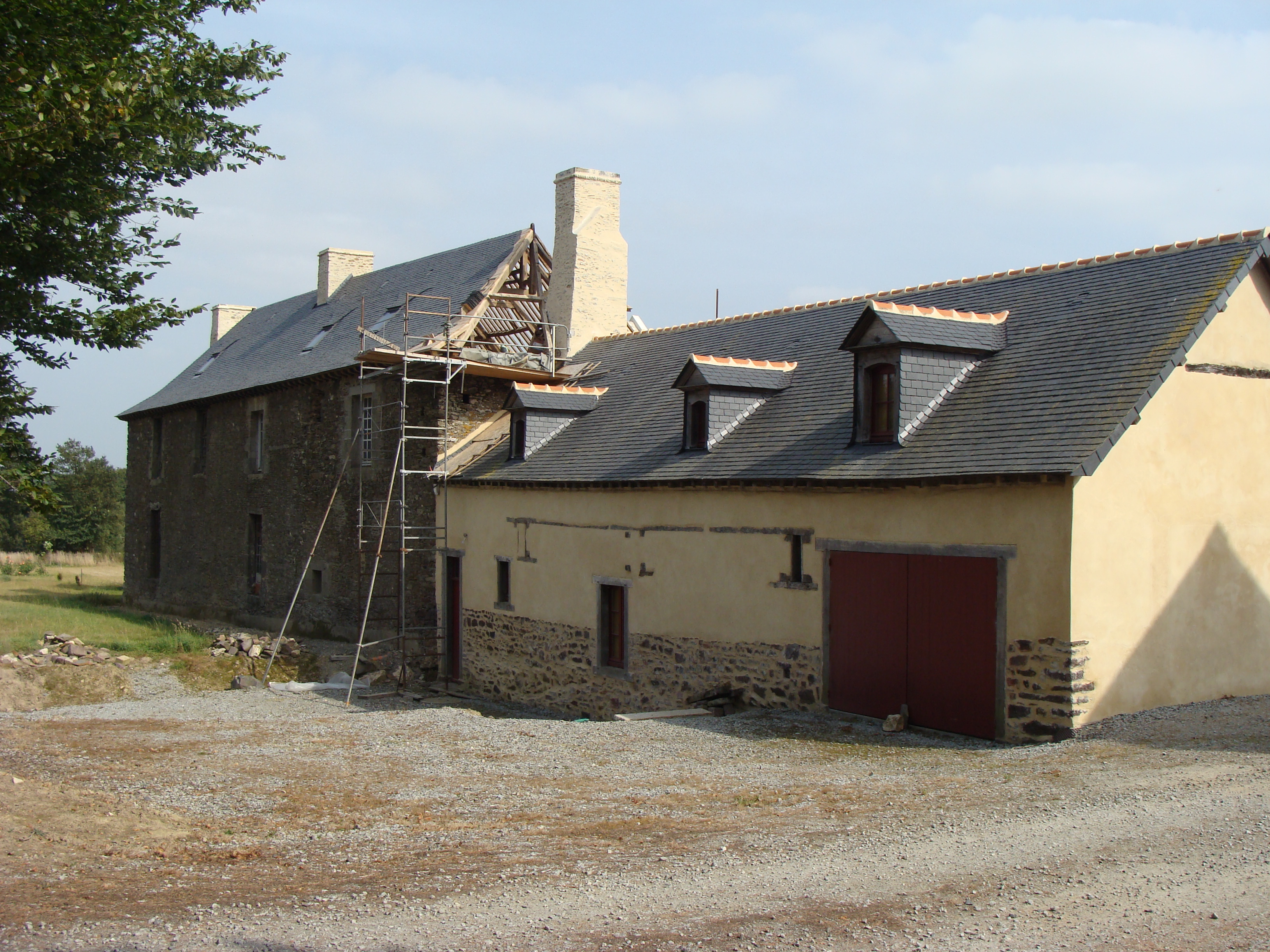
Bâtiment principal.
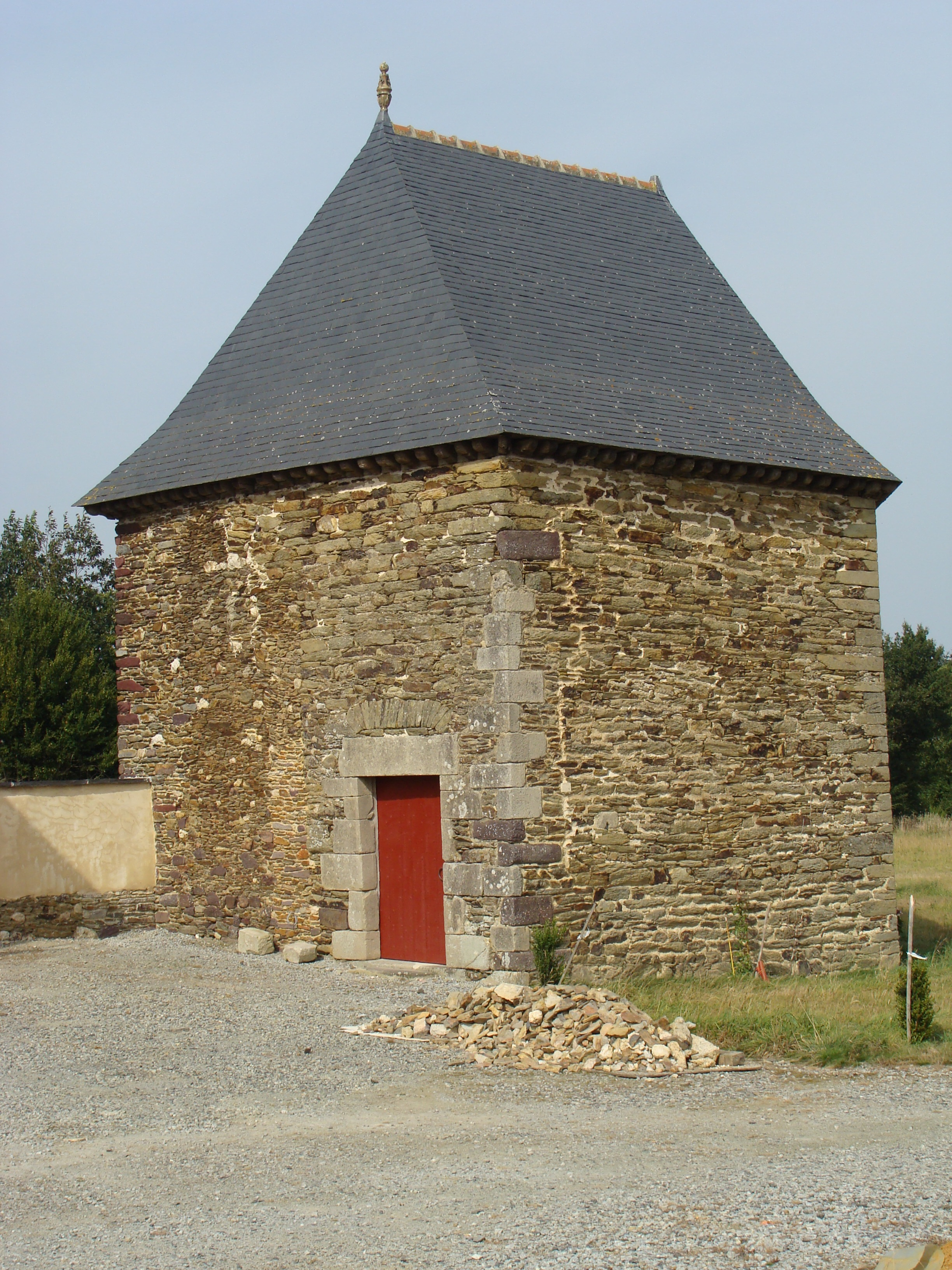
Bâtiment annexe.
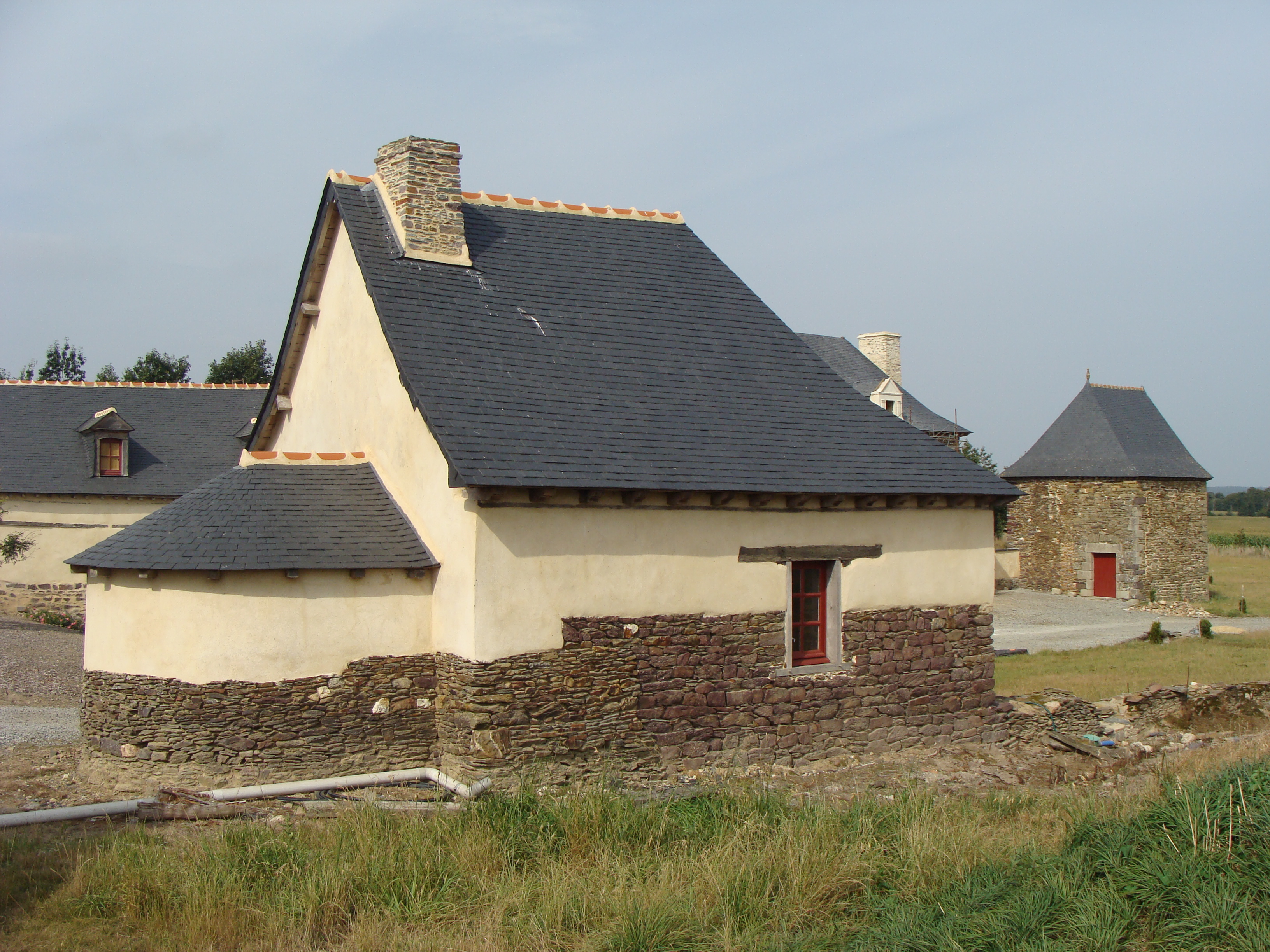
Bâtiment annexe.
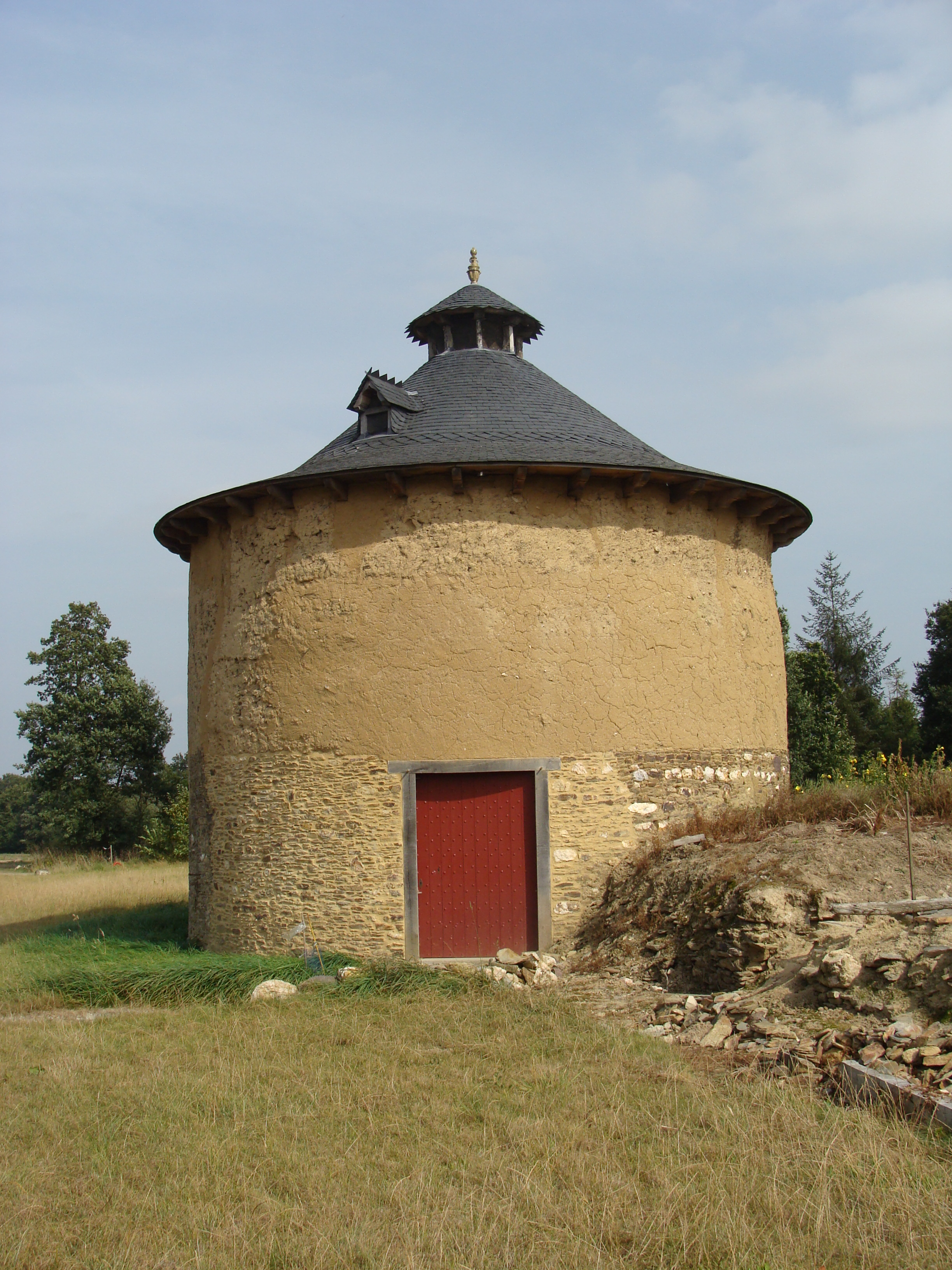
Colombier.